# Igrzyska śmierci (film)
Igrzyska śmierci (ang. The Hunger Games) – amerykański film akcji science fiction z 2012 roku w reżyserii Gary’ego Rossa. Film powstał na podstawie powieści Suzanne Collins pod tym samym tytułem. W filmie występują Jennifer Lawrence, Josh Hutcherson, Elizabeth Banks, Liam Hemsworth i Woody Harrelson.
Światowa premiera filmu odbyła się 21 marca 2012 roku we Francji oraz w innych krajach, a 23 marca w Stanach Zjednoczonych i w Polsce.

## Fabuła
W państwie Panem, którym rządzi złowrogi prezydent Snow (Donald Sutherland), dostatnio żyje się tylko nielicznym wybrańcom sprzyjającym opresyjnej władzy. Pozostali mieszkają w biednych, zamkniętych dystryktach. Po buncie w dystrykcie Trzynastym władze wpadły na pomysł, aby zorganizować igrzyska, które będą skutecznym narzędziem kontroli.
Do udziału w corocznych Głodowych Igrzyskach losowani są przedstawiciele z poszczególnych dystryktów. Z Dwunastego, jednego z najbiedniejszych, wylosowani zostają Primrose (Willow Shields) i Peeta (Josh Hutcherson). Z takim werdyktem nie może pogodzić się Katniss (Jennifer Lawrence), która uważa, że jej młodsza siostra Primrose praktycznie skazana zostaje na śmierć, bo transmitowane przez ogólnopaństwową telewizję igrzyska przeżyć może tylko jeden uczestnik.
Katniss zgłasza się, by zająć jej miejsce. Jeśli kiedykolwiek jeszcze chce zobaczyć swoich bliskich, musi zwyciężyć. To zadanie wydaje się niewykonalne: Katniss nie ma żadnego doświadczenia w walce, w przeciwieństwie do „zawodowców”, którzy od dzieciństwa szkolą się z myślą o udziale w igrzyskach, ale odważna 16-latka rozpala w ludziach nadzieję na zmiany i staje się symbolem buntu.

## Obsada
- Jennifer Lawrence jako Katniss Everdeen[7]
- Josh Hutcherson jako Peeta Mellark[8]
- Woody Harrelson jako Haymitch Abernathy[9]
- Elizabeth Banks jako Effie Trinket[10]
- Liam Hemsworth jako Gale Hawthorne[8]
- Lenny Kravitz jako Cinna[11]
- Stanley Tucci jako Caesar Flickerman[12]
- Donald Sutherland jako prezydent Coriolanus Snow[13]
- Willow Shields(inne języki) jako Primrose „Prim” Everdeen[14]
- Paula Malcomson jako pani Everdeen[15]
- Amandla Stenberg jako Rue[16]
- Alexander Ludwig jako Cato[17]
- Dayo Okeniyi(inne języki) jako Thresh[16]
- Isabelle Fuhrman jako Clove[17]
- Jacqueline Emerson(inne języki) jako Liszka (Foxface)[18]
- Leven Rambin jako Glimmer[19]
- Jack Quaid jako Marvel[19]
- Toby Jones jako Claudius Templesmith
- Wes Bentley jako Seneca Crane[20]
- Latarsha Rose(inne języki) jako Portia[21]

## Kontynuacje
W listopadzie 2013 roku miała miejsce premiera filmu pt. „Igrzyska śmierci: W pierścieniu ognia” opartego na drugim tomie serii. Stworzono również adaptację trzeciego tomu, którą podzielono na dwa filmy – „Igrzyska śmierci: Kosogłos. Część 1” i „Igrzyska śmierci: Kosogłos. Część 2”. Pierwszy z nich ukazał się 21 listopada 2014 roku, zaś następny prawie rok później – 5 listopada 2015 roku.
5 listopada 2023 roku (świat) a 17 listopada 2023 roku (Polska) ukazała się ekranizacja prequelu bestsellerowej serii pt. "Igrzyska śmierci: Ballada ptaków i węży".